# Говорущенко Микола Якович
Мико́ла Я́кович Говору́щенко (нар. 24 травня 1924, Климове, Борисовський район Бєлгородської області — † 14 квітня 2011) — кандидат технічних наук (1954), доцент (1958), заслужений діяч науки і техніки УРСР (1982), доктор технічних наук, академік Транспортних Академій України і Росії, професор Харківського національного автомобільно-дорожнього університету, кавалер ордена «За заслуги» ІІІ ступеню (2006).
Народився в селянській сім'ї, 1940 року закінчив бєлгородську середню школу, поступив до Харківського автомобільно-дорожнього інституту.

## Друга світова
У часі Другої світової війни не евакуюється з інститутом до Саратова, працює трактористом в Лозівському районі. Згодом добровольцем пішов на фронт, пройшов шлях від рядового піхотинця до офіцера штабу полку.
В лютому 1943 — листопаді 1945 — в лавах РА, брав участь у боях на 3-му і 4-му Українських фронтах, визволяв Харків, був топографом, військовим перекладачем, завідувачем штабу полку. В одному бою, як парторг, підняв полк в атаку, зазнав контузії.
Підлікувавшись, знову на фронті, служив в Болгарії, зокрема у Софії.
Демобілізувався як інвалід другої групи. З боїв виніс і 25 бойових нагород, навіть подяку Верховного Головнокомандувача СРСР Сталіна — за участь у боях при визволенні Дніпродзержинська.

## Творчий час
З листопада 1945 — учитель фізики та хімії в Бєлгороді.
1946 року продовжує перерване навчання в інституті. Вже після трьох місяців навчання його обрали секретарем комітету комсомолу інституту.
В часі навчання керує та бере участь у роботах з відновлення інституту.
1954 року в Московському автомобільно-дорожньому інституті захистив кандидатську дисертацію — щодо оцінки паливної економічності автомобілів при русі нерівними дорогами. 1954 очолив кафедру експлуатації автомобільного транспорту Харківського автомобільного дорожнього інституту.
Керував колективом, котрий займався створенням автоматизованих станцій діагностики легкових та вантажних автомобілів. Було сконструйовано та впроваджено кілька десятків зразків діагностичного обладнання.
В 1957—1959 — декан факультету заочного навчання, у 1962—1964 — декан автомобільного факультету. З 1965 завідує новоствореною галузеву лабораторію по основних проблемах експлуатації автомобілів.
1971 року під його керівництвом спроектовано та виготовлено експериментальний зразок першої пересувної станції для діагностування технічного стану легкових автомобілів — «ПДС-1».
1973 року відряджений — як експерт ЮНЕСКО — до Монголії, для організації політехнічного інституту.
Автор понад 300 наукових праць, з них понад 40 монографій, навчальних посібників та підручників.
Отримав більш як 50 авторських свідоцтв.

## Серед робіт
- «Автомобільний транспорт», 1965",
- «Діагностика технічного стану автомобілів», 1970,
- «Основи теорії експлуатації автомобілів», 1971,
- «Технічна експлуатація автомобілів. Посібник для автомобільно-дорожніх вузів», 1984,
- «Економія палива та зниження токсичності на автомобільному транспорті», 1990,
- «Системотехніка проектування транспортних машин», 2002,
- «Автомобіль. Яким він буде завтра?», 2003,
- «Системотехніка автомобільного транспорту (розрахункові методи досліджень», 2011.